# STS-61-B
La STS-61-B è una missione spaziale del Programma Space Shuttle.

## Equipaggio
- Brewster H. Shaw, Jr. (2) - Comandante
- Bryan D. O'Connor (1) - Pilota
- Mary L. Cleave (1) - Specialista di missione
- Jerry Lynn Ross (1) - Specialista di missione
- Sherwood C. Spring (1) - Specialista di missione
- Rodolfo Neri Vela (1) - Specialista di carico (Messico)
- Charles D. Walker (3) Specialista del carico

Tra parentesi il numero di voli spaziali completati da ogni membro dell'equipaggio, inclusa questa missione.

## Parametri della missione
- Massa:
  - Navetta al lancio: 118664 kg
  - Navetta al rientro: 93316 kg
  - Carico utile: 21791 kg
- Perigeo: 361 km
- Apogeo: 370 km
- Inclinazione orbitale: 28,5°
- Periodo: 1 ora, 31 minuti, 54 secondi

### Passeggiate spaziali
- Ross e Spring  - EVA 1
- Inizio EVA  1: 29 novembre 1985
- Fine EVA 1: 29 novembre 1985
- Durata: 5 ore, 32 minuti
- Ross e Spring  - EVA 2
- Inizio EVA 2: 1º dicembre 1985
- Fine EVA 2: 1º dicembre 1985
- Durata: 6 ore, 41 minuti